# 華流遊美
華流遊美 (HuaLiu-YouMei) は、2005年10月7日から2006年7月5日までBS日テレで放送されていた中華人民共和国の情報番組である。
毎週水曜日20:00〜20:54（再放送：毎週日曜日11:00〜11:54）。

## 主なコーナー
- フービンスマイル
アジアのトップスター　胡兵（フービン）がプライベートスポットにエスコート
- 新好男人（シンハオナンレン）
イケメン華流スター達がプライベートスポットにエスコート。
- 朋友朋友（パンヤオパンヤオ）
華流屈指の女優達と友達感覚で様々な最新スポットを満喫
- チャイナスタイル
知られざる中国の文化や生活を学ぶ
- 中国エンタメ情報！
話題の音楽や映画など最新エンタメ情報を紹介
- 見つけチャイナ！
日本で本格的な中国を体感できるスポットを紹介